# Sergio Goycochea
Sergio Javier Goycochea, (spanskt uttal: [ˈzeɾhjo haˈβjeɾ ɡojkoˈtʃea]), född 17 oktober 1963 i Lima, Buenos Aires, är en argentinsk före detta professionell fotbollsmålvakt. 
Goycochea var andremålvakt bakom Nery Pumpido både i River Plate och i det argentinska landslaget. Han fick sitt stora genombrott i VM 1990 efter att Pumpido skadat sig i matchen mot Sovjet, Argentinas andra gruppspelsmatch. Goycochea var också målvakt i kvartsfinalen mot Jugoslavien, som slutade med straffsparksavgörande. Även semifinalen mot Italien kom att avgöras på straffar och Goycochea räddade straffsparkarna från både Roberto Donadoni och Aldo Serena. Goycochea togs ut som målvakt i turneringens All-star team. Under VM 1994 var Goycochea andremålvakt igen.
Efter karriären har Goycochea arbetat som fotbollsjournalist på argentinska tv-kanalen Canal 13.
I Argentinas landslag spelade Goycochea dessa turneringar:
- VM 1990 i Italien (silver)
- Copa América 1991 i Chile (guld)
- Copa América 1993 i Ecuador (guld)
- VM 1994 i USA (åttondelsfinal)